# Celastroideae
Celastroideae es una subfamilia de plantas con flores perteneciente a la familia Celastraceae. El género tipo es: Celastrus L.

## Géneros
- Acanthothamnus Brandegee
- Allocassine N. Robson
- Apatophyllum McGill.
- Boaria A. DC. = Maytenus Molina
- Brassiantha A. C. Sm.
- Brexia Noronha ex Thouars
- Brexiella H. Perrier
- Canotia Torr.
- Capusia Lecomte = Siphonodon Griff.
- Cassine L.
- Catha Forssk. ex Scop.
- Cathastrum Turcz. = Pleurostylia Wight & Arn.
- Celastrus L.
- Chingithamnus Hand.-Mazz. = Microtropis Wall. ex Meisn.
- Crocoxylon Eckl. & Zeyh. = Elaeodendron Jacq.
- Crossopetalum P. Browne
- Denhamia Meisn.
- Dicarpellum (Loes.) A. C. Sm.
- Dillonia Sacleux = Catha Forssk. ex Scop.
- Elaeodendron Jacq.
- Empleuridium Sond. & Harv.
- Euonymopsis H. Perrier = Evonymopsis H. Perrier
- Euonymus L.
- Evonymopsis H. Perrier
- Evonymus L. = Euonymus L.
- Fraunhofera Mart.
- Gloveria Jordaan
- Glyptopetalum Thwaites
- Goniodiscus Kuhlm.
- Gyminda Sarg.
- Gymnosporia (Wight & Arn.) Benth. & Hook. f. ~ Maytenus Molina
- Hartogia Thunb. ex L. f. = Cassine L.
- Hartogiella Codd =~ Cassine L.
- Hartogiopsis H. Perrier
- Hedraianthera F. Muell.
- Herya Cordem. = Pleurostylia Wight & Arn.
- Hexaspora C. T. White
- Hypsophila F. Muell.
- Kalonymus (Beck) Prokh. = Euonymus L.
- Kokoona Thwaites
- Lauridia Eckl. & Zeyh. ~ Cassine L.
- Lecardia J. Poiss. ex Guillaumin = Salaciopsis Baker f.
- Lophopetalum Wight ex Arn.
- Lydenburgia N. Robson ~ Catha Forssk. ex Scop.
- Maurocenia Mill.
- Maytenus Molina
- Menepetalum Loes.
- Microtropis Wall. ex Meisn.
- Monimopetalum Rehder
- Monocelastrus F. T. Wang & Tang = Celastrus L.
- Mortonia A. Gray
- Moya Griseb.
- Myginda Jacq. = Crossopetalum P. Browne
- Mystroxylon Eckl. & Zeyh. ~ Cassine L.
- Orthosphenia Standl.
- Otherodendron Makino = Microtropis Wall. ex Meisn.
- Pachystima Raf. = Paxistima Raf.
- Paracelastrus Miq. = Microtropis Wall. ex Meisn.
- Paxistima Raf.
- Peripterygia (Baill.) Loes.
- Platypterocarpus Dunkley & Brenan
- Plenckia Reissek
- Pleurostylia Wight & Arn.
- Polycardia Juss.
- Pragmotessara Pierre = Euonymus L.
- Pragmotropa Pierre = Euonymus L.
- Psammomoya Diels & Loes.
- Pseudocassine Bredell = Elaeodendron Jacq.
- Pseudosalacia Codd
- Ptelidium Thouars
- Pterocelastrus Meisn.
- Putterlickia Endl.
- Quadripterygium Tardieu = Euonymus L.
- Quetzalia Lundell
- Rhacoma P. Browne ex L. = Crossopetalum P. Browne
- Robsonodendron R. H. Archer
- Rzedowskia Medrano
- Salaciopsis Baker f.
- Salvadoropsis H. Perrier
- Sarawakodendron Ding Hou
- Scandivepres Loes. = Acanthothamnus Brandegee
- Schaefferia Jacq.
- Siphonodon Griff.
- Solenospermum Zoll. = Lophopetalum Wight ex Arn.
- Sphaerodiscus Nakai = Euonymus L.
- Telemachia Urb. = Elaeodendron Jacq.
- Tetrasiphon Urb. (
- Thomassetia Hemsl. = Brexia Noronha ex Thouars
- Torralbasia Krug & Urb.
- Tricerma Liebm. ~ Maytenus Molina
- Tripterygium Hook. f.
- Venana Lam. = Brexia Noronha ex Thouars
- Viposia Lundell = Plenckia Reissek
- Wimmeria Schltdl. & Cham.
- Xylonymus Kalkman ex Ding Hou
- Zinowiewia Turcz.